# حبيل الشواب (ذي السفال)

تعديل مصدري - تعديل

حبيل الشواب محلة تابعة لقرية السفنة، التابعة لعزلة خنوة بمديرية ذي السفال إحدى مديريات محافظة إب في الجمهورية اليمنية، بلغ تعداد سكانها 384 حسب تعداد اليمن لعام 2004.